# Manuel de Freyre y Santander
Manuel de Freyre y Santander (Washington D. C., 29 de noviembre de 1872 - Ibídem, 1 de abril de 1944) fue un reconocido diplomático peruano. Entre 1925 y 1926 fue delegado peruano ante la Comisión Plebiscitaria presidida por el general Joseph John Pershing y después por William Lassiter, que intentó llevar a cabo el plebiscito en Tacna y Arica para resolver la controversia de la soberanía de ambas provincias, pero que por falta de garantías no se pudo realizar. Finalmente, dicha controversia se solucionó con la firma del Tratado de Lima en 1929, resolviéndose que Tacna pasaría al Perú y Arica a Chile.

## Primeros años
Nacido del tercer matrimonio del coronel Manuel Freyre y Santa Cruz (hijo de José Freyre Rodríguez) y Clementina de las Mercedes Digna Rosa Francisca Manuela Josefa Santander y Pontón (hija del prócer colombiano Francisco de Paula Santander). El matrimonio fue celebrado en Colombia. Manuel Freyre Santander nació el 29 de abril de 1872 en Washington D. C., en donde se educó y su padre murió (1878). Decidió seguir la carrera diplomática al igual que su padre, quien había sido ministro del Perú ante Colombia. 
Tras realizar sus estudios escolares en Estados Unidos e Inglaterra, cursó estudios superiores de Ingeniería Civil en las universidades de Pisa y Lausana.
Se casó con la irlandesa Elizabeth Na´Honer con quien tuvo dos hijos: Francisco Freyre Na´Honer y Margarita Freyre Na´Honer.

## Carrera diplomática
En 1901, fue designado agregado de la comisión peruana ante el Tribunal de Berna. Asimismo fue designado agregado de la legación peruana a Colombia en 1903, convirtiéndose en segundo secretario de la misma en 1904, año en que se dio el acuerdo complementario al tratado de arbitraje entre Perú y Colombia. Fue encargado de negocios de 1905 a 1907.
En 1907, fue designado primer secretario de la legación peruana en la Conferencia de Washington y encargado de negocios en 1916. Designado ministro plenipotenciario del Perú en los Estados Unidos en 1917 durante el mandato del presidente José Pardo y Barreda. También fue ministro plenipotenciario ante Japón y China en 1919.
En 1922, fue nombrado por el gobierno del presidente Augusto Leguía ministro ante Colombia, año en que el Perú firmó secretamente con dicho país el controvertido Tratado Salomón-Lozano, que fue aprobado por el Congreso en 1927 y por el cual el Perú cedió el territorio de Leticia en la Amazonia en 1930, poco antes de que cayera el gobierno de Leguía. 

### Tacna y Arica
Fue en 1924, cuando era ministro ante Argentina en Buenos Aires, cuando fue llamado para ser el delegado peruano ante la Comisión Plebiscitaria confirmada por el laudo arbitral del presidente estadounidense Calvin Coolidge, que buscaba resolver la Cuestión de Tacna y Arica entre el Perú y Chile. Por Estados Unidos estaría el general Joseph John Pershing y por Chile Agustín Edwards McClure.
El Tratado de Ancón, firmado en 1883 y que ponía fin a la guerra del Pacífico entre el Perú y Chile, establecía que Tacna y Arica pasarían a manos chilenas por diez años, después de los cuales se realizaría un plebiscito que determinarían la nacionalidad de dichos territorios. Para 1922, ya habían pasado cerca de 39 años y no se había llegado a un acuerdo concreto por el cual se realizara el plebiscito. Fue en julio de ese año que en Washington D. C. se firmó el Protocolo de Arbitraje Porras-Aldunate, por el cual Estados Unidos proponía someter a arbitraje las cuestiones no cumplidas en el Tratado de Ancón. El Perú renunciaba a Tarapacá pero pedía la devolución de Tacna y Arica. 

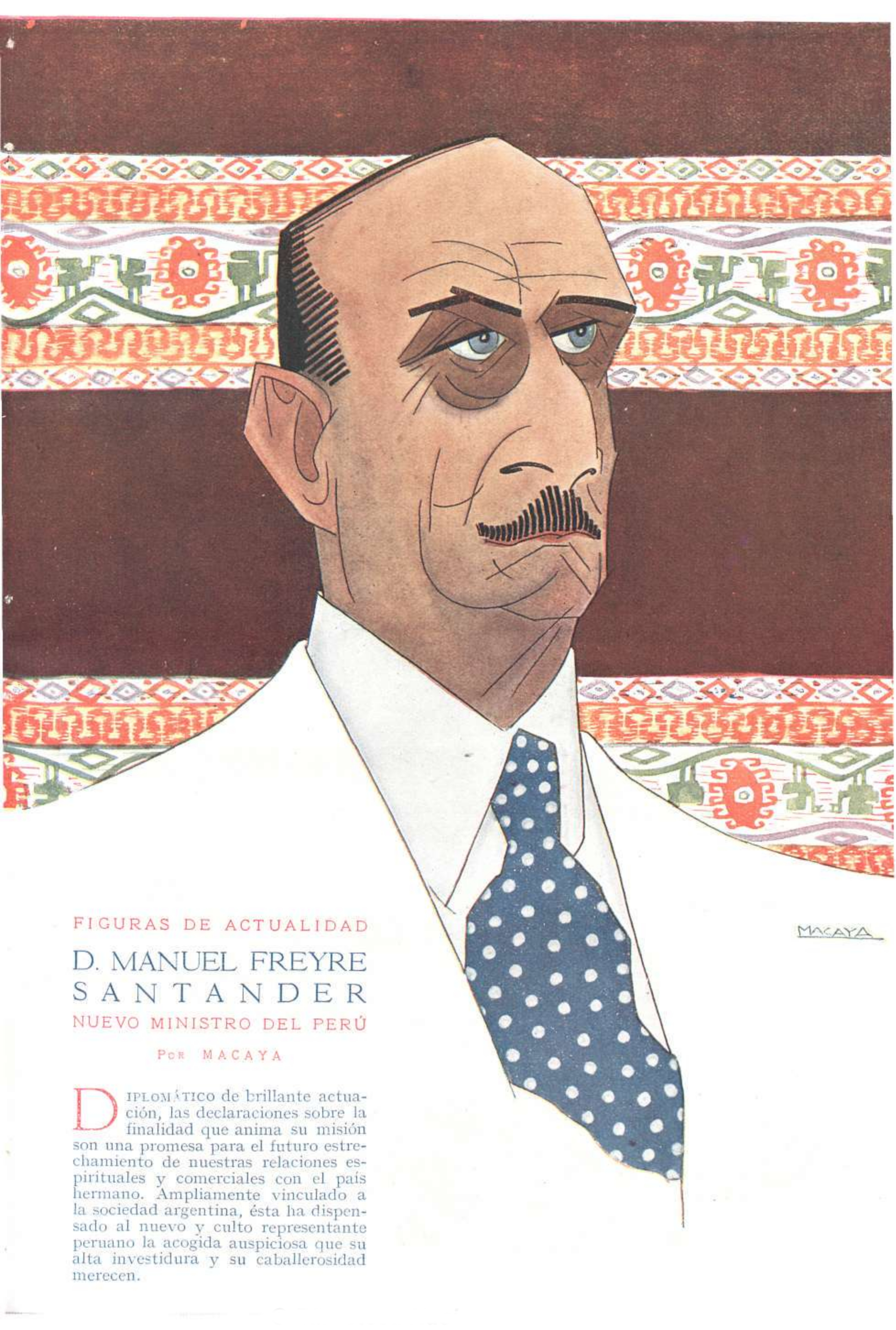
Retratado por Macaya en la revista argentina Caras y Caretas (1924)

En 1925, se expidió el fallo final del arbitraje dado por el presidente estadounidense Coolidge en el que se determinaba que el Tratado de Ancón aún estaba vigente y en el que se desestimaba la denuncia peruana que lo declara improcedente por la violencia a la que habían sido los pobladores peruanos en los territorios en cuestión. El fallo también establecía que debía realizarse el plebiscito citado en el Tratado por los territorios de Tacna y Arica. Tarapacá estaba fuera de controversia y se devolvía la provincia de Tarata al Perú.
Las personas que podrían votar en el plebiscito serían todos los nacidos en Tacna y Arica, y los chilenos que tuviesen más de dos años de residencia antes de 1922, año en el que se suscribió el protocolo en Washington.
El 4 de marzo de 1925 se crea la Comisión Plebiscitaria integrada por Manuel de Freyre y Santander por el Perú, Agustín Edwards por Chile y John J. Pershing por Estados Unidos, quien debía presidirla.
El general Pershing renunció a su puesto y decidió no avalar el plebiscito dado a los abusos y atropellos (intimidaciones, desapariciones y deportaciones) del que eran víctimas residentes peruanos por los chilenos en busca de chilenizarlos. Pershing fue sustituido por el estadounidense William Lassiter, quien también pudo comprobar la hostilidad hacia los peruanos, como cuando 30 tacneños repatriados fueron atacados por 250 chilenos a la vista de 12 policías o el ataque contra Jorge Basadre.
Las inscripciones se iniciaron el 27 de marzo de 1926 y se ampliaron hasta el 21 de mayo.
Finalmente, se decidió proponer la división de los territorios en disputa. En conversaciones entre el presidente Leguía y el canciller Figueroa Larraín se prepara la propuesta de la división territorial. Así en 1929, se llega al arreglo mediante la firma del Tratado de Lima, que expresa que "El territorio de Tacna y Arica será dividido en dos partes, Tacna para el Perú y Arica para Chile".  El 28 de agosto se realiza la Reincorporación de Tacna al Perú.

## Últimos años

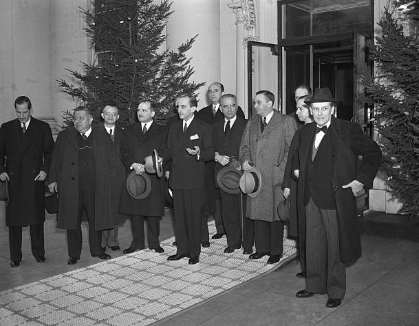
Manuel de Freyre (en el centro), junto a los representantes de los países latinoamericanos, ofrece una declaración tras la reunión sobre acciones contra las Potencias del Eje en la Casa Blanca (21 de diciembre de 1941).

Freyre regresó a la vida diplomática en el exterior nuevamente como embajador en Argentina y luego como ministro plenipotenciario en el Reino Unido desde 1926 a 1930. Ese último año, fue designado embajador ante los Estados Unidos en Washington, puesto en el que permaneció durante cuatro gobiernos y por el que fue el más antiguo representante diplomático en Estados Unidos hasta su muerte.
Murió en 1944 en Washington D. C., la misma ciudad en la que nació él y en la que murió su padre. El réquiem fue llevado a cabo en St. Matthew's Cathedral (iglesia levantada coincidentemente sobre la casa en que nació) y fue enterrado en el Cementerio Nacional de Arlington.

## Legado
El historiador Jorge Basadre Grohmann, que también formó parte de la delegación peruana en la Comisión Plebiscitaria, describe a Freyre y Santander en "El conflicto de pasiones y de intereses en Tacna y Arica (1922-1929)" de la siguiente forma:

En este capítulo de recuerdos no puedo omitir la evocación de Manuel de Freyre y Santander. Descendía del prócer colombiano que llevó este último apellido. En su rostro, magro como el de un viejo hidalgo, los ojos claros y acerados armonizaban con la barbilla voluntariosa. Menuda la silueta, una impecable elegancia  británica la caracterizaba, Había nacido en una legación, hijo de diplomático y toda su vida había estado viajando en Europa, en América y hasta en Asia. Casi no conocía, en cambio, al Perú y a los peruanos. Era un representativo de cierto tipo de aristocracia ausentista y encajada dentro de ambientes más evolucionados que el nuestro; en su caso, ello no se había producido por la fortuna inmensa o por la gloría artística, sino por una carrera diplomática cuyo alejamiento del país no debieron permitir una legislación eficiente o una Cancillería cuidadosa.

...La capacidad para el desdén, sin importarle el rango de quien en él podía caer, era una de las notas de su individualidad orgullosa. Frente al amigo, sabía ser, en cambio, exquisito y delicado, con salidas de sutil humorismo. No obstante la soberbia, la ironía y la ausencia, amaba entrañablemente al Perú. Me consta que le inquietaron hondamente los problemas con Colombia y Ecuador entre 1932 y 1941, la situación del país frente a los demás vecinos, así corno el rumbo zigzagueante de la vida nacional.

Aquella alma hosca sabía atesorar muy adentro, obediente a ínclitas voces ancestrales, aunque lo disimulara con salidas irónicas, la grave emoción de la Patria.

## Condecoraciones
- Gran Cordón (con insignia) de la Orden del Sol del Perú.
- Orden del Tesoro Sagrado del Japón.
- Orden Golden Sheaf de China.
- Orden de Boyacá (primera clase) de Colombia.